# Ligne 2 du métro de Chengdu
La ligne 2 du métro de Chengdu est une des lignes de métro à Chengdu, en Chine. C'est la deuxième ligne du métro à Chengdu. Avec 44 kilomètres et 32 stations, cette ligne qui traverse du Nord-Ouest vers le Sud-Est est actuellement la ligne la plus longue de Chengdu.

## Histoire
- La ligne a été mentionnée premièrement en 1988, puis en 1992 et en 2002 avec plusieurs modifications[1].
- La ligne a été définitivement approuvée en 2005, les travaux ont commencé le 28 décembre 2007.
- La première section entre Chadianzi Bus Terminal et Chengdu Institut of Public administration a été mise en service le 16 septembre 2012.
- La deuxième section entre Xipu et Chadianzi Bus Terminal a été mise en service le 8 juin 2013.
- La troisième section entre Chengdu Institut of Public Administration et Longquanyi a été mise en service le 26 octobre 2014.
- Le projet de prolongement entre Longquanyi et Lac de Longquan a été mentionné à la fin du 2016. Cependant, ce projet n'est pas encore officiellement lancé.